# Kosianka-Boruty
Kosianka-Boruty – wieś w Polsce położona w województwie podlaskim, w powiecie siemiatyckim, w gminie Grodzisk.
Zaścianek szlachecki Boruty należący do okolicy zaściankowej Kosianka położony był w drugiej połowie XVII wieku w ziemi drohickiej województwa podlaskiego. W latach 1975–1998 miejscowość należała administracyjnie do województwa białostockiego.
Wierni kościoła rzymskokatolickiego należą do parafii Wniebowzięcia Najświętszej Maryi Panny w Grodzisku.
W miejscowości znajduje się gospodarstwo agroturystyczne z torem motocrossowym o nazwie Enduro Kosianka.